# (7975) 1974 FD
1974 أف دي (ويعرف أيضًا باسم (7975) 1974 أف دي وفق تسمية الكوكب الصغير) (بالإنجليزية: 1974 FD)‏ هو كويكب ضمن حزام الكويكبات؛ وترتيبه 7975 من حيث الاكتشاف.
اكتُشف هذا الجُرم الفلكي بواسطة كارلوس توريس في 22 مارس 1974.

## وصلات خارجية
- (7975) 1974 FD في قاعدة بيانات مختبر الدفع النفاث لأجرام النظام الشمسي الصغيرة

- الاكتشاف · مخطط المدار ·  العناصر المدارية · المعلمات المادية

- (7975) 1974 FD على موقع ويكي سكاي: DSS2, SDSS, GALEX, IRAS, Hydrogen α, X-Ray, Astrophoto, Sky Map, Articles and images